# Alaksandr Lipaj
Alaksandr Wosipawicz Lipaj (biał. Аляксандр Восіпавіч Ліпай, ros. Александр Иосифович Липай, Aleksandr Iosifowicz Lipaj; ur. 9 kwietnia 1966, zm. 23 sierpnia 2018) – białoruski dziennikarz i poeta, założyciel agencji BiełaPAN, w latach 1996–1998 zastępca prezesa Białoruskiego Stowarzyszenia Dziennikarzy.

## Życiorys
Urodził się 9 kwietnia 1966 roku. W 1991 roku ukończył Białoruski Uniwersytet Państwowy, uzyskując wykształcenie dziennikarza. W latach 1988–1991 pracował jako korespondent, redaktor działu wiadomości gazety „Znamia Junosti” (pol. Sztandar Młodości). Od 1988 roku był pierwszym korespondentem Radia „Swaboda” w Białoruskiej SRR. W 1991 roku założył i objął stanowisko dyrektora niepaństwowej agencji informacyjnej BiełaPAN. W latach 1996–1998 pełnił funkcję zastępcy prezesa Białoruskiego Stowarzyszenia Dziennikarzy.

## Prace
Alaksandr Lipaj był autorem artykułów o tematyce społeczno-politycznej, a także książki białoruskojęzycznej poezji Pan snieham wiakou (pol. Pod śniegiem wieków; Mińsk, 1999).

## Życie osobiste
Alaksandr Lipaj był żonaty, miał dwoje dzieci. Był prawosławny.